# Eugene Eisenmann
Eugene „Gene“ Eisenmann (* 19. Februar 1906 in Panama-Stadt; † 16. Oktober 1981 in New York City) war ein panamaisch-US-amerikanischer Ornithologe, Umweltschützer und Anwalt.

## Leben und Wirken
Der Vater stammte aus Philadelphia, seine Mutter aus Panama. Als er mit zehn Jahren nach New York kam, besuchte er zunächst die DeWitt Clinton High School. Eisenmann studierte während der Großen Depression an der Harvard University und Harvard Law School. Da er nicht sofort eine brauchbare Arbeit fand, entschloss er sich Ägypten zu besuchen, um dort über seine Zukunft zu grübeln. Nach seiner Rückkehr in die Vereinigten Staaten arbeitete er als Strafverteidiger bei Proskauer and Mendelsohn in New York, eine Arbeit, die ihn nicht erfüllte. Als die Firma von Lower Manhattan wegzog, nutzte Eisenmann die Gelegenheit und kündigte. Er hatte genug angespart, um zunächst mit seiner älteren Tante und später alleine in der Nähe des American Museum of Natural History (AMNH) zu wohnen.
Im August 1938 lernte John Lewis Bull (1879–1946) Eisenmann kennen, als beide den Bindenstrandläufer (Calidris himantopus) in Tobay Pond auf Long Island beobachteten. Es wurde eine lebenslange Freundschaft. Beide arbeiteten später am AMNH zusammen. Etwa zur gleichen Zeit lernte Eisenmann Dean Amadon (1912–2003) ebenfalls bei Beobachtungen in der Natur kennen. Mit ihm diskutierte er einen anomalen Wilson-Regenpfeifer (Charadrius wilsonia).
Bei der Linnaean Society of New York waren es Personen wie Ernst Mayr und Joseph James Hickey (1907–1993), die dort sehr inspirierend bei den Treffen der Gesellschaft auftraten. Beeinflusst durch diese Vorbilder hielt Eisenmann sich immer länger am AMNH auf. 1957 bekam er schließlich eine Position als wissenschaftlicher Mitarbeiter am Museum. Diese Position hatte er bis zu seinem Tod inne. Mit Annotated list of birds of Barro Colorado Island, Panama Canal Zone erschien 1952 seine erste wichtige Publikation. Es dauerte bis ins Jahr 1979, als er gemeinsam mit Edwin O’Neill Willis eine Erweiterung des Werks unter dem Titel A revised list of birds of Barro Colorado Island, Panamá, publizierte.
Die Harvard Law School verlieh ihm den Doctor of Jurisprudence. Eisenmann galt als vielfach gebildeter Mensch und so beschäftigte er sich auch mit Themen wie Musik, Politik und Wissenschaften. Trotz eines Geburtsfehlers, der ihm die Nutzung nur einer Hand erlaubte, tippte er alle seine Manuskripte alleine mit einem Finger. Hilfsmittel wie Diktiergerät verachtete er.
Da Eisenmann panamaische Wurzeln hatte, besuchte er das Land jährlich. Hier studierte er die reichhaltige Vogelwelt und traf sich mit verschiedenen Familienmitgliedern. Im Jahr 1952 besuchte er mit seinem Freund Bull Panama und brachte ihm als Mentor die neotropische Vogelwelt näher. Da er fließend Spanisch sprach, half er auch vielen lateinamerikanischen Schülern bei ihren Forschungsarbeiten. Seine Beiträge zur neotropischen Avifauna sind weitaus vielfältiger, als seine publizierten Werke. Seine Manuskripte, die sich in Panama befanden, halfen so manchem Forscher bei seiner Arbeit. Auch korrigierte er Manuskripte anderer sehr akribisch und gab gerne seine hoch geschätzten Beiträge dazu. Diese Hilfen wurden in zahlreichen Publikationen über Vögel in Mittel- und Südamerika wohlwollend erwähnt. Eisenmann selbst war oft bescheiden und lehnte deswegen oft die Co-Autorenschaft in den Publikationen ab. 1962 beschrieb er mit Frederico Carlos Lehmann Valencia den Brustflecksegler (Cypseloides lemosi) neu für die Wissenschaft. Außerdem wurden von ihm die Weißkehldrossel-Unterart (Turdus assimilis coibensis Eisenmann, 1950), die Falkennachtschwalben-Unterart (Chordeiles minor panamensis Eisenmann, 1962) und die Fleckenbrust-Todityrann-Unterart (Todirostrum maculatum amacurense Eisenmann & Phelps Jr, 1971) erstbeschrieben.
Sein Interesse an Biologie, Evolution, geografische Variation und Erhaltung von Vögeln war tiefgreifend und nicht nur auf Fragen von trival- bzw. wissenschaftliche Namen beschränkt. Ornithologischen Treffen verband er auch immer mit Exkursionen in freier Natur. Dies galt nicht nur für seine jährlichen Reisen nach Panama, sondern auch bei fernen Treffen wie 1960 in Tokio beim International Council for Bird Preservation (ICBP) oder 1969 beim Pan-African Ornithological Congress im Kruger-Nationalpark. Sein juristischer und ökonomischer Sachverstand, gepaart mit dem Hang zum Umweltschutz, machte ihn zu einem wertvollen Mitglied der ICBP für die Abteilung Panamerika.
Als Eisenmann von Japan zurückkehrte, erlitt er, als er mit Roger Tory Peterson auf den Midwayinseln Albatrosse beobachtete, einen Herzinfarkt. Dank der guten Versorgung des Marinekrankenhauses auf der Insel überlebte er. Anfang 1981 folgte ein zweiter Infarkt. Auch von diesem schien er sich gut zu erholen und so reiste er im selben Jahr nach Edmonton, um das Treffen der American Ornithologists’ Union (A.O.U.) zu besuchen. Doch kurz nach seiner Rückkehr verstarb er schließlich nach einem weiteren Infarkt.

## Mitgliedschaften
Da er sehr gesellig war, war er sehr schnell bekannt in der Linnaean Society of New York. Später wurde er Präsident der Gesellschaft. Nach seinem Tod verlieh die Gesellschaft die Eisenmann-Medaille an verdiente Ornithologen. Für die Gesellschaft publizierte er eines seiner wichtigsten Werke The species of Middle American birds. Er wurde Mitglied der International Commission on Zoological Nomenclature. In dieser Aufgabe war er immer willig, auch komplizierte Fragen zur Nomenklatur zu analysieren und zu beantworten.
Im Jahr 1936 wurde Eisenmann ein Mitglied der A.O.U., der er bis zu seinem Lebensende treu war. 1951 wurde er bei der A.O.U. zum gewählten Mitglied, 1960 zum Fellow und von 1967 bis 1969 zum Vizepräsidenten der Gesellschaft gewählt. Von 1958 bis 1959 war er Herausgeber der Fachzeitschrift The Auk. Als Vorsitzender der Kommission bereitete er die sechste Ausgabe der A.O.U. Check-List vor. Dieses dauerte von 1966 bis zu seinem Tode. Als die sechste Ausgabe publiziert wurde, wurde diese Eisenmann gewidmet. Viele seiner Freunde ehrten ihn 1985 im 36. Band zu Ornithological Monographs, der unter dem Titel Neotropical Ornithology erschien. Auch dieses Buch wurde ihm gewidmet.

## Dedikationsnamen
Theodore Albert Parker III und John Patton O’Neill widmeten ihm den Namen des Inkazaunkönigs (Pheugopedius eisenmanni). Francisco S. Delgado Botello ehrte ihn 1985 im Namen des Azuerosittichs (Pyrrhura eisenmanni).
Außerdem findet man seinen Namen in den Unterarten des Violettscheitelkolibris (Coeligena torquata eisenmanni Weske, 1985), des Feuerkehlkolibris (Panterpe insignis eisenmanni Stiles, 1985) des Olivrücken-Zwergspechts (Picumnus olivaceus eisenmanni Phelps Jr. & Aveledo, 1966), Kurzschnabel-Gilbammer (Sicalis luteola eisenmanni Wetmore, 1953) und Schwarzkopf-Zwergtaucher (Tachybaptus dominicus eisenmanni Storer & Getty, 1985).

## Publikationen (Auswahl)
- mit Hustace Hubbard Poor: Suggested Principles for Vernacular Nomenclature. In: The Wilson Bulletin. Band 58, Nr. 4, 1946, S. 210–215 (englisch, sora.unm.edu [PDF; 382 kB]).
- Some Notes on Panamá birds collected by J. H. Batty. In: The Auk. Band 67, Nr. 3, 1950, S. 364–367 (englisch, sora.unm.edu [PDF; 223 kB]).
- Northern birds summering in Panama. In: The Wilson Bulletin. Band 63, Nr. 2, 1951, S. 181–185 (englisch, sora.unm.edu [PDF; 291 kB]).
- Annotated list of birds of Barro Colorado Island, Panama Canal Zone. In: Smithsonian miscellaneous collections. Band 117, Nr. 5, 1953, S. 1–62 (biodiversitylibrary.org).
- Seventy-five years of the Linnaean Society of New York. In: Proceedings of the Linnaean Society of New York. Nr. 63, 1954, S. 1–9 (biodiversitylibrary.org).
- The species of Middle American birds: A list of all species recorded from Mexico to Panama, with suggested English names, outlines of range, and a distributional bibliography. In: Transactions of the Linnean Society of New York. Band 7, 1955, S. 1–128 (babel.hathitrust.org).
- Notes on birds of the province of Bocas del Toro, Panama. In: The Condor. Band 59, Nr. 4, 1957, S. 247–262 (englisch, sora.unm.edu [PDF; 1,4 MB]).
- South American Migrant Swallows of the Genus Progne in Panama and Northern South America: with Comments on Their Identification and Molt. In: The Auk. Band 76, Nr. 4, 1959, S. 529–532 (englisch, sora.unm.edu [PDF; 341 kB]).
- Favorite foods of Neotropical birds: flying termites and Cecropia catkins. In: The Auk. Band 78, Nr. 4, 1961, S. 636–638 (englisch, sora.unm.edu [PDF; 205 kB]).
- On the Genus Chamaethlypis and its Supposed Relationship to Icteria. In: The Auk. Band 79, Nr. 2, 1962, S. 265–267 (englisch, sora.unm.edu [PDF; 205 kB]).
- On the Systematic Position of Rhodinocichla Rosea. In: The Auk. Band 79, Nr. 4, 1962, S. 640–648 (englisch, sora.unm.edu [PDF; 468 kB]).
- Notes on nighthawks of the genus Chordeiles in southern Middle America, with a description of a new race of Chordeiles minor breeding in Panamá. In: American Museum novitates. Nr. 2094, 1962, S. 1–21 (digitallibrary.amnh.org [PDF; 2,0 MB]).
- mit Federico Carlos Lehmann Valencia: A new species of swift of the genus Cypseloides from Colombia. In: American Museum novitates. Nr. 2117, 1962, S. 1–16 (digitallibrary.amnh.org [PDF; 4,0 MB]).
- mit Dominic Louis Serventy: An erroneous Panama record of Puffinus tenuirostris and other misidentifications of P. griseus. In: The Emu. Band 62, 1962, S. 199–201 (books.google.de).
- mit Thomas Raymond Howell: The Taxonomic Status of the Hummingbirds Chalybura Melanorrhoa and Chalybura Urochrysia. In: The Condor. Band 64, Nr. 4, 1962, S. 300–310 (englisch, sora.unm.edu [PDF; 841 kB]).
- Notes on Some Neotropical Vireos in Panama. In: The Condor. Band 64, Nr. 6, 1962, S. 505–508 (englisch, sora.unm.edu [PDF; 369 kB]).
- Bear Island murre colony. In: Natural History The Magazine of the American Museum of Natural History. Band 72, 1963, S. 26–31 (englisch, archive.org).
- Mississippi Kite in Argentina; with Comments on Migration and Plumages in the Genus Ictinia. In: The Auk. Band 80, Nr. 1, 1963, S. 74–77 (englisch, sora.unm.edu [PDF; 273 kB]).
- Is the Black Vulture Migratory? In: The Wilson Bulletin. Band 75, Nr. 3, 1963, S. 244–249 (englisch, sora.unm.edu [PDF; 374 kB]).
- Breeding Nighthawks in Central America. In: The Condor. Band 65, Nr. 6, 1963, S. 165–166 (englisch, sora.unm.edu [PDF; 71 kB]).
- The use of the Terms „Juvenal“ and „Juvenile“. In: The Auk. Band 82, Nr. 1, 1965, S. 105 (englisch, sora.unm.edu [PDF; 67 kB]).
- Falco rufigularis - The Correct Name of the Bat Falcon. In: The Condor. Band 68, Nr. 2, 1966, S. 208–209 (englisch, sora.unm.edu [PDF; 178 kB]).
- Birds of the Panama Canal Zone area. In: The Florida naturalist. Band 41, 1968, S. 57–60 (englisch, books.google.de).
- Wing formula as a means of distinguishing Summer Tanager (Piranga rubra) from Hepatic Tanager (P. tiara). In: Bird-Banding. Band 40, Nr. 2, 1969, S. 144–145 (englisch, sora.unm.edu [PDF; 195 kB]).
- Review: A distributional survey of the birds of Honduras. By Burt L. Monroe, Jr. Ornithological Monographs No. 7, American Ornithologists’  Union, 1968: 458 pp., 2 col. pls., 28 text maps. $9.00 ($7.20 to A.O.U. members). In: The Wilson Bulletin. Band 82, Nr. 1, 1970, S. 106–109 (englisch, sora.unm.edu [PDF; 574 kB]).
- The Avifauna in Panama in Avifauna of northern Latin America: a symposium held at the Smithsonian Institution, 13-15 April 1966. In: Smithsonian Contributions to Zoology. Band 26, 1970, S. 50–57 (englisch, repository.si.edu [PDF; 7,0 MB]).
- Range expansion and population increase in North and Middle America of the White-tailed Kite (Elanus leucurus). In: North American Birds. Band 25, Nr. 3, 1971, S. 529–536 (englisch, sora.unm.edu [PDF; 2,4 MB]).
- mit William Henry Phelps, Jr.: Una nueva subepscie de Todirostrum maculatum del delta del Orinoco. In: Boletín de la Sociedad Venezolana de Ciencias Naturales. Band 29, Nr. 119/120, 1971, S. 186–194 (spanisch).
- Thirty-second supplement to the A.O.U. Check-List of North American Birds. In: The Auk. Band 90, Nr. 2, 1973, S. 411–419 (englisch, sora.unm.edu [PDF; 506 kB]).
- Thirty-third supplement to the A.O.U. Check-List of North American birds. In: The Auk. Band 93, Nr. 4, 1976, S. 875–879 (englisch, sora.unm.edu [PDF; 251 kB]).
- mit Federico Carlos Lehmann Valencia, James Ralph Silliman: Rediscovery of the Crescent-Faced Antpitta in Colombia. In: The Condor. Band 79, Nr. 3, 1977, S. 387–388 (englisch, sora.unm.edu [PDF; 218 kB]).
- mit Edwin O'Neill Willis: A revised list of birds of Barro Colorado Island, Panamá. In: Smithsonian Contributions to Zoology. Band 291, 1979, S. 1–30 (englisch, repository.si.edu [PDF; 20,7 MB]).
- mit Lester Leroy Short: Systematics of the avian genus Emberizoides (Emberizidae). In: American Museum novitates. Nr. 2740, 1982, S. 1–21 (digitallibrary.amnh.org [PDF; 3,7 MB]).